# Новокрасілово
Новокрасі́лово (рос. Новокрасилово) — село у складі Зоринського району Алтайського краю, Росія. Входить до складу Гоношихинської сільської ради.

## Населення
Населення — 141 особа (2010; 175 у 2002).
Національний склад (станом на 2002 рік):
- росіяни — 87 %